# Masters mondial de judo
Le Masters mondial de judo est une compétition organisée tous les ans par la Fédération internationale de judo (International judo federation – IJF) depuis 2010. Cette compétition regroupe les 16 meilleurs judoka de chacune des catégories auxquels peut s'ajouter un judoka du pays organisateur.

## Éditions
| Édition | Année | Dates          | Ville hôte                     | Meilleure nation |
| ------- | ----- | -------------- | ------------------------------ | ---------------- |
| 1re     | 2010  | 16-17 janvier  | Suwon, Corée du Sud            | Japon            |
| 2e      | 2011  | 15-16 janvier  | Bakou, Azerbaïdjan             | Japon            |
| 3e      | 2012  | 14-15 janvier  | Almaty, Kazakhstan             | Japon            |
| 4e      | 2013  | 25-26 mai      | Tioumen, Russie                | Japon            |
| 5e      | 2015  | 23-24 mai      | Rabat, Maroc                   | Japon            |
| 6e      | 2016  | 27-29 mai      | Guadalajara (Mexique), Mexique | Japon            |
| 7e      | 2017  | 16-17 décembre | Saint-Pétersbourg, Russie      | Japon            |
| 8e      | 2018  | 15-16 décembre | Guangzhou, Chine               | Japon            |
| 9e      | 2019  | 12-14 décembre | Qingdao, Chine                 | Japon            |
| 10e     | 2021  | 11-13 janvier  | Doha, Qatar                    | France           |
| 11e     | 2022  | 20-22 décembre | Jérusalem, Israël              | Japon            |
| 12e     | 2023  | 04-06 août     | Budapest, Hongrie              | Japon            |

## Palmarès masculin

### Poids super-légers (-60 kg)
| Épreuves                 | Or                   | Argent                  | Bronze                                         |
| ------------------------ | -------------------- | ----------------------- | ---------------------------------------------- |
| 2010 - Suwon             | Rishod Sobirov (UZB) | Hiroaki Hiraoka (JPN)   | Choi Gwang-hyeon (KOR) Arsen Galstyan (RUS)    |
| 2011 - Bakou             | Rishod Sobirov (UZB) | Arsen Galstyan (RUS)    | Beslan Mudranov (RUS) Ilgar Mushkiyev (AZE)    |
| 2012 - Almaty            | Arsen Galstyan (RUS) | Rishod Sobirov (UZB)    | Beslan Mudranov (RUS) Hiroaki Hiraoka (JPN)    |
| 2013 - Tioumen           | Naohisa Takato (JPN) | Boldbaatar Ganbat (MGL) | Felipe Kitadai (BRA) Amiran Papinashvili (GEO) |
| 2015 - Rabat             | Naohisa Takatō       | Orkhan Safarov          | Boldbaatar Ganbat Sharafuddin Lutfillaev       |
| 2016 - Guadalajara       | Orkhan Safarov       | Vincent Limare          | Amartuvshin Dashdavaa Kim Won-jin              |
| 2017 - Saint-Pétersbourg | Ryuju Nagayama       | Francisco Garrigós      | Sharafuddin Lutfillaev Amartuvshin Dashdavaa   |
| 2018 - Guangzhou         | Robert Mshvidobadze  | Amiran Papinashvili     | Amartuvshin Dashdavaa Yeldos Smetov            |
| 2019 - Qingdao           | Ryuju Nagayama       | Francisco Garrigós      | Robert Mshvidobadze Sharafuddin Lutfillaev     |
| 2021 - Doha              | Kim Won-jin          | Yang Yung-wei           | Albert Oguzov Tornike Tsjakadoea               |
| 2022 - Jérusalem         | Lee Ha-rim           | Ryuju Nagayama          | Balabay Aghayev Yang Yung-wei                  |
| 2023 - Budapest          | Ryuju Nagayama       | Enkhtaivany Ariunbold   | Naohisa Takatō Kim Won-jin                     |

### Poids mi-légers (-66 kg)
| Épreuves                 | Or                                | Argent                            | Bronze                                       |
| ------------------------ | --------------------------------- | --------------------------------- | -------------------------------------------- |
| 2010 - Suwon             | Sanjaasuren Miyaragchaa (MGL)     | Alim Gadanov (RUS)                | David Larose (FRA) Musa Mogushkov (RUS)      |
| 2011 - Bakou             | Khashbaataryn Tsagaanbaatar (MGL) | Rok Draksic (SVN)                 | Sugoi Uriarte (ESP) Tarlan Karimov (AZE)     |
| 2012 - Almaty            | Sanjaasuren Miyaragchaa (MGL)     | Khashbaataryn Tsagaanbaatar (MGL) | Masashi Ebinuma (JPN) Jumpei Morishita (JPN) |
| 2013 - Tioumen           | Sergey Lim (KAZ)                  | Tomofumi Takajo (JPN)             | David Larose (FRA) Golan Pollack (ISR)       |
| 2015 - Rabat             | Georgii Zantaraia                 | Dzmitry Shershan                  | Davaadorj Tumurkhuleg Kengo Takaichi         |
| 2016 - Guadalajara       | An Baul                           | Davaadorj Tumurkhuleg             | Golan Pollack Nijat Shikhalizade             |
| 2017 - Saint-Pétersbourg | Kherlen Ganbold                   | Yeldos Zhumakanov                 | Baruch Shmailov Vazha Margvelashvili         |
| 2018 - Guangzhou         | Jōshirō Maruyama                  | Baruch Shmailov                   | Vazha Margvelashvili Altansukh Dovdon        |
| 2019 - Qingdao           | Manuel Lombardo                   | Kherlen Ganbold                   | Vazha Margvelashvili Baskhuu Yondonperenlei  |
| 2021 - Doha              | An Baul                           | Baruch Shmailov                   | Aram Grigoryan Vazha Margvelashvili          |
| 2022 - Jérusalem         | Baruch Shmailov                   | Daikii Bouba                      | Walide Khyar Denis Vieru                     |
| 2023 - Budapest          | Ryoma Tanaka                      | Denis Vieru                       | Bayanmönkhiin Narmandakh An Baul             |

### Poids légers (-73 kg)
| Épreuves                 | Or                          | Argent                | Bronze                                                |
| ------------------------ | --------------------------- | --------------------- | ----------------------------------------------------- |
| 2010 - Suwon             | Bang Gui-man (KOR)          | Gilles Bonhomme (FRA) | Yasuhiro Awano (JPN) Mansur Isaev (RUS)               |
| 2011 - Bakou             | Wang Ki-chun (KOR)          | Mansur Isaev (RUS)    | Yasuhiro Awano (JPN) Attila Ungvari (HUN)             |
| 2012 - Almaty            | Wang Ki-chun (KOR)          | Riki Nakaya (JPN)     | Mansur Isaev (RUS) Hiroyuki Akimoto (JPN)             |
| 2013 - Tioumen           | Nyam-Ochir Sainjargal (MGL) | Dex Elmont (NED)      | Tsagaanbaatar Khashbaatar (MGL) Mirali Sharipov (UZB) |
| 2015 - Rabat             | Denis Iartcev               | Nugzar Tatalashvili   | Rustam Orujov Riki Nakaya                             |
| 2016 - Guadalajara       | Soichi Hashimoto            | Odbayar Ganbaatar     | Denis Iartcev Rustam Orujov                           |
| 2017 - Saint-Pétersbourg | Soichi Hashimoto            | Lasha Shavdatuashvili | Hidayət Heydərov Tommy Macias                         |
| 2018 - Guangzhou         | Rüstəm Orucov               | Arthur Margelidon     | Lasha Shavdatuashvili An Chang-rim                    |
| 2019 - Qingdao           | Soichi Hashimoto            | Tohar Butbul          | Rüstəm Orucov Masashi Ebinuma                         |
| 2021 - Doha              | An Chang-rim                | Soichi Hashimoto      | Igor Wandtke Khikmatillokh Turaev                     |
| 2022 - Jérusalem         | Daniel Cargnin              | Shakhram Akhadov      | Murodjon Yuldoshev Arthur Margelidon                  |
| 2023 - Budapest          | Soichi Hashimoto            | Behruzi Khojazoda     | Lasha Shavdatuashvili Petru Pelivan                   |

### Poids mi-moyens (-81 kg)
| Épreuves                 | Or                   | Argent                  | Bronze                                                  |
| ------------------------ | -------------------- | ----------------------- | ------------------------------------------------------- |
| 2010 - Suwon             | Kim Jae-bum (KOR)    | Axel Clerget (FRA)      | Shokir Muminov (UZB) Sirazhudin Magomedov (RUS)         |
| 2011 - Bakou             | Elnur Mammadli (AZE) | Leandro Guilheiro (BRA) | Takahiro Nakai (JPN) Euan Burton (GBR)                  |
| 2012 - Almaty            | Elnur Mammadli (AZE) | Takahiro Nakai (JPN)    | Sirazhudin Magomedov (RUS) Euan Burton (GBR)            |
| 2013 - Tioumen           | Ivan Nifontov (RUS)  | Keita Nagashima (JPN)   | Victor Penalber (pt) (BRA) Avtandil Tchrikishvili (GEO) |
| 2015 - Rabat             | Takanori Nagase      | Ivan Nifontov           | Sergiu Toma Avtandil Tchrikishvili                      |
| 2016 - Guadalajara       | Travis Stevens       | Joachim Bottieau        | Mohamed Abdelaal Roman Moustopoulos                     |
| 2017 - Saint-Pétersbourg | Khasan Khalmurzaev   | Aslan Lappinagov        | Frank de Wit Alan Khubetsov                             |
| 2018 - Guangzhou         | Takeshi Sasaki       | Aslan Lappinagov        | Frank de Wit Vedat Albayrak                             |
| 2019 - Qingdao           | Matthias Casse       | Sagi Muki               | Alan Khubetsov Vedat Albayrak                           |
| 2021 - Doha              | Tato Grigalashvili   | Frank de Wit            | Ivaylo Ivanov Sagi Muki                                 |
| 2022 - Jérusalem         | Tato Grigalashvili   | Saeid Mollaei           | Matthias Casse Alpha Oumar Djalo                        |
| 2023 - Budapest          | Matthias Casse       | Guilherme Schimidt      | Takanori Nagase Tato Grigalashvili                      |

### Poids moyens (-90 kg)
| Épreuves                 | Or                      | Argent                     | Bronze                                         |
| ------------------------ | ----------------------- | -------------------------- | ---------------------------------------------- |
| 2010 - Suwon             | Takashi Ono (JPN)       | Kirill Denisov (RUS)       | Lee Kyu-won (KOR) Dilshod Choriev (UZB)        |
| 2011 - Bakou             | Elkhan Mammadov (AZE)   | Ilias Iliadis (GRE)        | Takashi Ono (JPN) Kirill Denisov (RUS)         |
| 2012 - Almaty            | Masashi Nishiyama (JPN) | Kirill Voprosov (cs) (RUS) | Tiago Camilo (BRA) Hugo Pessanha (en) (BRA)    |
| 2013 - Tioumen           | Ilias Iliadis (GRE)     | Kirill Denisov (RUS)       | Asley González (CUB) Varlam Liparteliani (GEO) |
| 2015 - Rabat             | Beka Gviniashvili       | Yuya Yoshida               | Asley González Noël Van't End                  |
| 2016 - Guadalajara       | Mashu Baker             | Khusen Khalmurzaev         | Marcus Nyman Mihael Zgank                      |
| 2017 - Saint-Pétersbourg | Beka Gviniashvili       | Gwak Dong-han              | Kenta Nagasawa Nikoloz Sherazadishvili         |
| 2018 - Guangzhou         | Nikoloz Sherazadishvili | Krisztián Tóth             | Mikhail Igolnikov Islam Bozbayev               |
| 2019 - Qingdao           | Lasha Bekauri           | Nikoloz Sherazadishvili    | Nemanja Majdov Mikael Özerler                  |
| 2021 - Doha              | Noël van 't End         | Beka Gviniashvili          | Eduard Trippel Lasha Bekauri                   |
| 2022 - Jérusalem         | Sanshiro Murao          | Alexis Mathieu             | Luka Maisuradze Rafael Macedo                  |
| 2023 - Budapest          | Lasha Bekauri           | Luka Maisuradze            | Davlat Bobonov Alexis Mathieu                  |

### Poids mi-lourds (-100 kg)
| Épreuves                 | Or                       | Argent                   | Bronze                                          |
| ------------------------ | ------------------------ | ------------------------ | ----------------------------------------------- |
| 2010 - Suwon             | Takamasa Anai (JPN)      | Hwang Hee-tae (KOR)      | Maxim Rakov (en) (KAZ) Levan Zhorzholiani (GEO) |
| 2011 - Bakou             | Sergey Samoylovich (RUS) | Tagir Khaybulaev (RUS)   | Temuulen Battulga (MGL) Maxim Rakov (en) (KAZ)  |
| 2012 - Almaty            | Maxim Rakov (en) (KAZ)   | Henk Grol (NED)          | Sergey Samoylovich (RUS) Takamasa Anai (JPN)    |
| 2013 - Tioumen           | Elkhan Mammadov (AZE)    | Henk Grol (NED)          | Elmar Gasimov (AZE) Cyrille Maret (FRA)         |
| 2015 - Rabat             | Elmar Gasimov            | Lukáš Krpálek            | Ramadan Darwish Toma Nikiforov                  |
| 2016 - Guadalajara       | Elmar Gasimov            | Cyrille Maret            | Lukáš Krpálek Martin Pacek                      |
| 2017 - Saint-Pétersbourg | Varlam Liparteliani      | Michael Korrel           | Elkhan Mammadov Miklós Cirjenics                |
| 2018 - Guangzhou         | Varlam Liparteliani      | Otgonbaatar Lkhagvasuren | Ramadan Darwish Kentaro Iida                    |
| 2019 - Qingdao           | Michael Korrel           | Aaron Wolf               | Niyaz Ilyasov Varlam Liparteliani               |
| 2021 - Doha              | Varlam Liparteliani      | Zelym Kotsoiev           | Arman Adamian Peter Paltchik                    |
| 2022 - Jérusalem         | Ilia Sulamanidze         | Simeon Catharina         | Peter Paltchik Zelym Kotsoiev                   |
| 2023 - Budapest          | Muzaffarbek Turoboyev    | Peter Paltchik           | Kyle Reyes Ilia Sulamanidze                     |

### Poids lourds (+100 kg)
| Épreuves                 | Or                     | Argent                 | Bronze                                                  |
| ------------------------ | ---------------------- | ---------------------- | ------------------------------------------------------- |
| 2010 - Suwon             | Teddy Riner (FRA)      | Keiji Suzuki (JPN)     | Kazuhiko Takahashi (ja) (JPN) Grim Vuijsters (nl) (NED) |
| 2011 - Bakou             | Teddy Riner (FRA)      | Islam El Shehaby (EGY) | Keiji Suzuki (JPN) Andreas Tölzer (GER)                 |
| 2012 - Almaty            | Rafael Silva (BRA)     | Daiki Kamikawa (JPN)   | Islam El Shehaby (EGY) Andreas Tölzer (GER)             |
| 2013 - Tioumen           | Adam Okruashvili (GEO) | Rafael Silva (BRA)     | Renat Saidov (RUS) Andreas Tölzer (GER)                 |
| 2015 - Rabat             | Teddy Riner            | Barna Bor              | Roy Meyer Ryū Shichinohe                                |
| 2016 - Guadalajara       | Daniel Natea           | Or Sasson              | Hisayoshi Harasawa Roy Meyer                            |
| 2017 - Saint-Pétersbourg | Guram Tushishvili      | David Moura            | Alex García Mendoza Rafael Silva                        |
| 2018 - Guangzhou         | Guram Tushishvili      | Rafael Silva           | David Moura Tamerlan Bashaev                            |
| 2019 - Qingdao           | Hisayoshi Harasawa     | Lukáš Krpálek          | Henk Grol Kokoro Kageura                                |
| 2021 - Doha              | Teddy Riner            | Inal Tasoev            | Henk Grol Iakiv Khammo                                  |
| 2022 - Jérusalem         | Tatsuru Saito          | Temur Rakhimov         | Kokoro Kageura Alisher Yusupov                          |
| 2023 - Budapest          | Martti Puumalainen     | Temur Rakhimov         | Tatsuru Saito Gela Zaalishvili                          |

## Palmarès féminin

### Poids super-légers (-48 kg)
| Épreuves                 | Or                   | Argent                 | Bronze                                     |
| ------------------------ | -------------------- | ---------------------- | ------------------------------------------ |
| 2010 - Suwon             | Haruna Asami (JPN)   | Kaori Kondo (JPN)      | Tomoko Fukumi (JPN) Shoko Ibe (JPN)        |
| 2011 - Bakou             | Haruna Asami (JPN)   | Emi Yamagishi (JPN)    | Sarah Menezes (BRA) Éva Csernoviczki (HUN) |
| 2012 - Almaty            | Tomoko Fukumi (JPN)  | Haruna Asami (JPN)     | Sarah Menezes (BRA) Elena Moretti (ITA)    |
| 2013 - Tioumen           | Hiromi Endo (JPN)    | Sarah Menezes (BRA)    | Dayaris Mestre (CUB) Riho Okamoto (JPN)    |
| 2015 - Rabat             | Urantsetseg Munkhbat | Paula Pareto           | Irina Dolgova Dilara Lokmanhekim           |
| 2016 - Guadalajara       | Ami Kondō            | Sarah Menezes          | Maryna Cherniak Julia Figueroa             |
| 2017 - Saint-Pétersbourg | Funa Tonaki          | Irina Dolgova          | Urantsetseg Munkhbat Jeong Bo-kyeong       |
| 2018 - Guangzhou         | Distria Krasniqi     | Ami Kondō              | Irina Dolgova Maruša Štangar               |
| 2019 - Qingdao           | Distria Krasniqi     | Narantsetseg Ganbaatar | Irina Dolgova Mélanie Clément              |
| 2021 - Doha              | Distria Krasniqi     | Funa Tonaki            | Darya Bilodid Urantsetseg Munkhbat         |
| 2022 - Jérusalem         | Shirine Boukli       | Wakana Koga            | Assunta Scutto Catarina Costa              |
| 2023 - Budapest          | Wakana Koga          | Maria Celia Laborde    | Assunta Scutto Bavuudorjiin Baasankhüü     |

### Poids mi-légers (-52 kg)
| Épreuves                 | Or                    | Argent                | Bronze                                      |
| ------------------------ | --------------------- | --------------------- | ------------------------------------------- |
| 2010 - Suwon             | Misato Nakamura (JPN) | Laura Gómez (ESP)     | Pénélope Bonna (FRA) Yuka Nishida (JPN)     |
| 2011 - Bakou             | Misato Nakamura (JPN) | Yuka Nishida (JPN)    | Laura Gómez (ESP) Bundmaa Munkhbaatar (MGL) |
| 2012 - Almaty            | Yuka Nishida (JPN)    | Misato Nakamura (JPN) | Soraya Haddad (ALG) Ilse Heylen (BEL)       |
| 2013 - Tioumen           | Majlinda Kelmendi     | Tsolmon Adiyasambuu   | Andreea Chitu Takumi Miyakawa               |
| 2015 - Rabat             | Natalia Kuzyutina     | Yuki Hashimoto        | Annabelle Euranie Odette Giuffrida          |
| 2016 - Guadalajara       | Misato Nakamura       | Natalia Kuzyutina     | Annabelle Euranie Odette Giuffrida          |
| 2017 - Saint-Pétersbourg | Natalia Kuzyutina     | Amandine Buchard      | Érika Miranda Larisa Florian                |
| 2018 - Guangzhou         | Natsumi Tsunoda       | Amandine Buchard      | Natalia Kuzyutina Charline Van Snick        |
| 2019 - Qingdao           | Ai Shishime           | Amandine Buchard      | Diyora Keldiyorova Astride Gneto            |
| 2021 - Doha              | Amandine Buchard      | Ai Shishime           | Astride Gneto Majlinda Kelmendi             |
| 2022 - Jérusalem         | Distria Krasniqi      | Chelsie Giles         | Réka Pupp Odette Giuffrida                  |
| 2023 - Budapest          | Amandine Buchard      | Distria Krasniqi      | Diyora Keldiyorova Gefen Primo              |

### Poids légers (-57 kg)
| Épreuves                 | Or                          | Argent                | Bronze                                      |
| ------------------------ | --------------------------- | --------------------- | ------------------------------------------- |
| 2010 - Suwon             | Kaori Matsumoto (JPN)       | Nae Udaka (JPN)       | Hitomi Tokuhisa (JPN) Hedvig Karakas (HUN)  |
| 2011 - Bakou             | Telma Monteiro (POR)        | Kaori Matsumoto (JPN) | Concepcion Bellorin (ESP) Kim Jan-di (KOR)  |
| 2012 - Almaty            | Kaori Matsumoto (JPN)       | Telma Monteiro (POR)  | Aiko Sato (JPN) Rafaela Silva (BRA)         |
| 2013 - Tioumen           | Dorjsürengiin Sumiyaa (MGL) | Automne Pavia (FRA)   | Corina Caprioriu (ROU) Telma Monteiro (POR) |
| 2015 - Rabat             | Dorjsürengiin Sumiyaa       | Hélène Receveaux      | Corina Căprioriu Nae Udaka                  |
| 2016 - Guadalajara       | Dorjsürengiin Sumiyaa       | Hélène Receveaux      | Hedvig Karakas Kim Jan-di                   |
| 2017 - Saint-Pétersbourg | Dorjsürengiin Sumiyaa       | Tsukasa Yoshida       | Hélène Receveaux Kwon You-jeong             |
| 2018 - Guangzhou         | Tsukasa Yoshida             | Nora Gjakova          | Jessica Klimkait Momo Tamaoki               |
| 2019 - Qingdao           | Kim Jin-a                   | Momo Tamaoki          | Jessica Klimkait Telma Monteiro             |
| 2021 - Doha              | Tsukasa Yoshida             | Sarah-Léonie Cysique  | Nora Gjakova Jessica Klimkait               |
| 2022 - Jérusalem         | Christa Deguchi             | Sarah-Léonie Cysique  | Huh Mi-mi Tsukasa Yoshida                   |
| 2023 - Budapest          | Jessica Klimkait            | Sarah-Léonie Cysique  | Darya Bilodid Haruka Funakubo               |

### Poids mi-moyens (-63 kg)
| Épreuves                 | Or                  | Argent                 | Bronze                                     |
| ------------------------ | ------------------- | ---------------------- | ------------------------------------------ |
| 2010 - Suwon             | Yoshie Ueno (JPN)   | Kong Ja-young (KOR)    | Alice Schlesinger (ISR) Miki Tanaka (JPN)  |
| 2011 - Bakou             | Gévrise Émane (FRA) | Yoshie Ueno (JPN)      | Claudia Malzahn (GER) Yarden Gerbi (ISR)   |
| 2012 - Almaty            | Yoshie Ueno (JPN)   | Miki Tanaka (JPN)      | Anicka Van Emden (NED) Xu Lili (CHN)       |
| 2013 - Tioumen           | Kana Abe (JPN)      | Yarden Gerbi (ISR)     | Joung Da-woon (KOR) Anicka Van Emden (NED) |
| 2015 - Rabat             | Miku Tashiro        | Kathrin Unterwurzacher | Martyna Trajdos Anne-Laure Bellard         |
| 2016 - Guadalajara       | Miku Tashiro        | Juul Franssen          | Anicka van Emden Yang Junxia               |
| 2017 - Saint-Pétersbourg | Miku Tashiro        | Nami Nabekura          | Clarisse Agbegnenou Juul Franssen          |
| 2018 - Guangzhou         | Clarisse Agbegnenou | Nami Nabekura          | Tina Trstenjak Miku Tashiro                |
| 2019 - Qingdao           | Nami Nabekura       | Clarisse Agbegnenou    | Miku Tashiro Masako Doi                    |
| 2021 - Doha              | Clarisse Agbegnenou | Nami Nabekura          | Sanne Vermeer Andreja Leški                |
| 2022 - Jérusalem         | Miku Tashiro        | Laura Fazliu           | Gili Sharir Angelika Szymańska             |
| 2023 - Budapest          | Laura Fazliu        | Miku Tashiro           | Clarisse Agbegnenou Megumi Horikawa        |

### Poids moyens (-70 kg)
| Épreuves                 | Or                  | Argent                | Bronze                                   |
| ------------------------ | ------------------- | --------------------- | ---------------------------------------- |
| 2010 - Suwon             | Hwang Ye-sul (KOR)  | Yoriko Kunihara (JPN) | Lucie Décosse (FRA) Anett Meszaros (HUN) |
| 2011 - Bakou             | Lucie Décosse (FRA) | Hwang Ye-sul (KOR)    | Edith Bosch (NED) Yoriko Kunihara (JPN)  |
| 2012 - Almaty            | Lucie Décosse (FRA) | Yoriko Kunihara (JPN) | Edith Bosch (NED) Haruka Tachimoto (JPN) |
| 2013 - Tioumen           | Kim Polling (NED)   | Kelita Zupancic (CAN) | Linda Bolder (NED) Lucie Décosse (FRA)   |
| 2015 - Rabat             | Kim Polling         | Yuri Alvear           | Fanny Posvite Chizuru Arai               |
| 2016 - Guadalajara       | Kim Polling         | Bernadette Graf       | Yuri Alvear Kim Seong-yeon               |
| 2017 - Saint-Pétersbourg | Maria Portela       | Barbara Matić         | Marie-Eve Gahié Anna Bernholm            |
| 2018 - Guangzhou         | Saki Niizoe         | Yuri Alvear           | Sanne van Dijke Michaela Polleres        |
| 2019 - Qingdao           | Kim Polling         | Sanne van Dijke       | Marie-Ève Gahié Chizuru Arai             |
| 2021 - Doha              | Yoko Ono            | Madina Taimazova      | Kim Polling Giovanna Scoccimarro         |
| 2022 - Jérusalem         | Michaela Polleres   | Marie-Ève Gahié       | Saki Niizoe Lara Cvjetko                 |
| 2023 - Budapest          | Sanne van Dijke     | Elisavet Teltsidou    | Lara Cvjetko Saki Niizoe                 |

### Poids mi-lourds (-78 kg)
| Épreuves                 | Or                    | Argent                | Bronze                                      |
| ------------------------ | --------------------- | --------------------- | ------------------------------------------- |
| 2010 - Suwon             | Céline Lebrun (FRA)   | Jeong Gyeong-mi (KOR) | Sayaka Anai (JPN) Tomomi Okamura (JPN)      |
| 2011 - Bakou             | Yang Xiuli (CHN)      | Céline Lebrun (FRA)   | Abigel Joo (HUN) Akari Ogata (JPN)          |
| 2012 - Almaty            | Mayra Aguiar (BRA)    | Yang Xiuli (CHN)      | Anamari Velensek (SVN) Akari Ogata (JPN)    |
| 2013 - Tioumen           | Mayra Aguiar (BRA)    | Abigel Joo (HUN)      | Jeong Gyeong-mi (KOR) Audrey Tcheumeo (FRA) |
| 2015 - Rabat             | Kayla Harrison        | Natalie Powell        | Audrey Tcheuméo Luise Malzahn               |
| 2016 - Guadalajara       | Kayla Harrison        | Mayra Aguiar          | Natalie Powell Guusje Steenhuis             |
| 2017 - Saint-Pétersbourg | Marhinde Verkerk      | Madeleine Malonga     | Guusje Steenhuis Karen Stevenson            |
| 2018 - Guangzhou         | Mami Umeki            | Ruika Sato            | Natalie Powell Shori Hamada                 |
| 2019 - Qingdao           | Fanny-Estelle Posvite | Audrey Tcheuméo       | Chen Fei Anna-Maria Wagner                  |
| 2021 - Doha              | Madeleine Malonga     | Shori Hamada          | Guusje Steenhuis Loriana Kuka               |
| 2022 - Jérusalem         | Alice Bellandi        | Audrey Tcheuméo       | Guusje Steenhuis Mayra Aguiar               |
| 2023 - Budapest          | Inbar Lanir           | Madeleine Malonga     | Yelyzaveta Lytvynenko Fanny-Estelle Posvite |

### Poids lourds (+78 kg)
| Épreuves                 | Or                     | Argent                      | Bronze                                         |
| ------------------------ | ---------------------- | --------------------------- | ---------------------------------------------- |
| 2010 - Suwon             | Qin Qian (CHN)         | Kim Na-young (KOR)          | Urszula Sadkowska (POL) Megumi Tachimoto (JPN) |
| 2011 - Bakou             | Megumi Tachimoto (JPN) | Mika Sugimoto (JPN)         | Kim Na-young (KOR) Lucija Polavder (SVN)       |
| 2012 - Almaty            | Qin Qian (CHN)         | Tong Wen (CHN)              | Gulzhan Issanova (KAZ) Mika Sugimoto (JPN)     |
| 2013 - Tioumen           | Yu Song (CHN)          | Maria Suelen Altheman (BRA) | Idalys Ortiz (CUB) Lucija Polavder (SVN)       |
| 2015 - Rabat             | Yu Song                | Kanae Yamabe                | Franziska Konitz Megumi Tachimoto              |
| 2016 - Guadalajara       | Idalys Ortíz           | Ma Sisi                     | Larisa Cerić Kanae Yamabe                      |
| 2017 - Saint-Pétersbourg | Kim Min-jeong          | Idalys Ortíz                | Maria Suelen Altheman Larisa Cerić             |
| 2018 - Guangzhou         | Akira Sone             | Idalys Ortíz                | Larisa Cerić Maria Suelen Altheman             |
| 2019 - Qingdao           | Tessie Savelkouls      | Iryna Kindzerska            | Kim Ha-yun Maryna Slutskaya                    |
| 2021 - Doha              | Romane Dicko           | Iryna Kindzerska            | Nihel Cheikhrouhou Kayra Sayit                 |
| 2022 - Jérusalem         | Romane Dicko           | Coralie Haymé               | Raz Hershko Akira Sone                         |
| 2023 - Budapest          | Romane Dicko           | Julia Tolofua               | Xu Shiyan Kim Ha-yun                           |